# شبلی نعمانی
علامه شبلی نُعمانی (اردو: علامہ شبلی نعمانی) (۱۲۷۴ – ۱۳۳۲ ه.ق، اعظم گره) محقق و اسلام شناس برجستهٔ شبه‌قاره هند در طول راج انگلیس بود. عمده شهرت او به خاطر تأسیس دانشگاه ملی شبلی در سال ۱۸۸۳ میلادی و دارالمصنفین در اعظم گره است. شبلی همچنین شاعر و محقق در زبان‌های عربی، فارسی، هندی، ترکی و اردو بود.

## آثار
- Sirat-un-Nabi
- Sirat an-Nu'man
- Al-Faruq
- Al-Ma’mun
- Al-Ghazali
- Imam Ibn-e-Tamia
- Mawlana Rumi
- Alamgir Par Ek Nazar
- Shiʾr al-ʻAjam، a history of Persian poetry
- Ilm-Kalam
- Safar Nama e Rome-o-Misr-o-Sham[۲]